# Druillat
Druillat – miejscowość i gmina we Francji, w regionie Owernia-Rodan-Alpy, w departamencie Ain.

## Demografia
Według danych na styczeń 2012 gminę zamieszkiwało 1181 osób, a gęstość zaludnienia wynosiła 57 osób/km².